# Domsühl
Domsühl is een gemeente in de Duitse deelstaat Mecklenburg-Voor-Pommeren, en maakt deel uit van de Landkreis Ludwigslust-Parchim.
Domsühl telt 1.358 inwoners.

## Dorpen

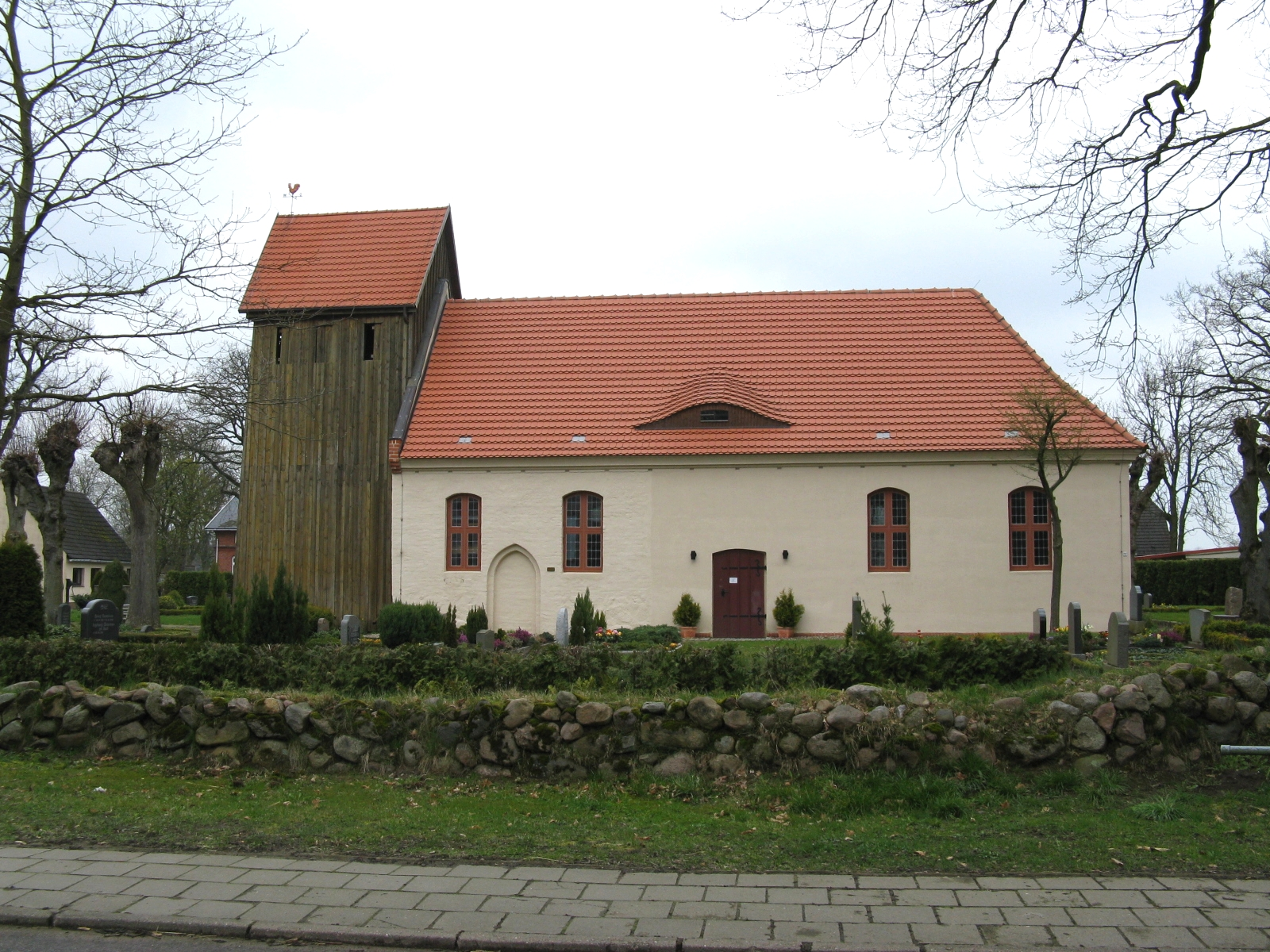
Dorpskerk Domsühl

De gemeente Domsühl is een van de 11 gemeenten die samenwerken in het Amt Parchimer Umland. Naast het hoofddorp omvat Domsühl nog de kernen:
- Alt Damerow
- Bergrade Dorf
- Bergrade Hof
- Schlieven
- Severin
- Zieslübbe

In Alt Damerow staat de Pingelhof een van de oudste boerenplaatsen in Mecklenburg, tegenwoordig een museum.

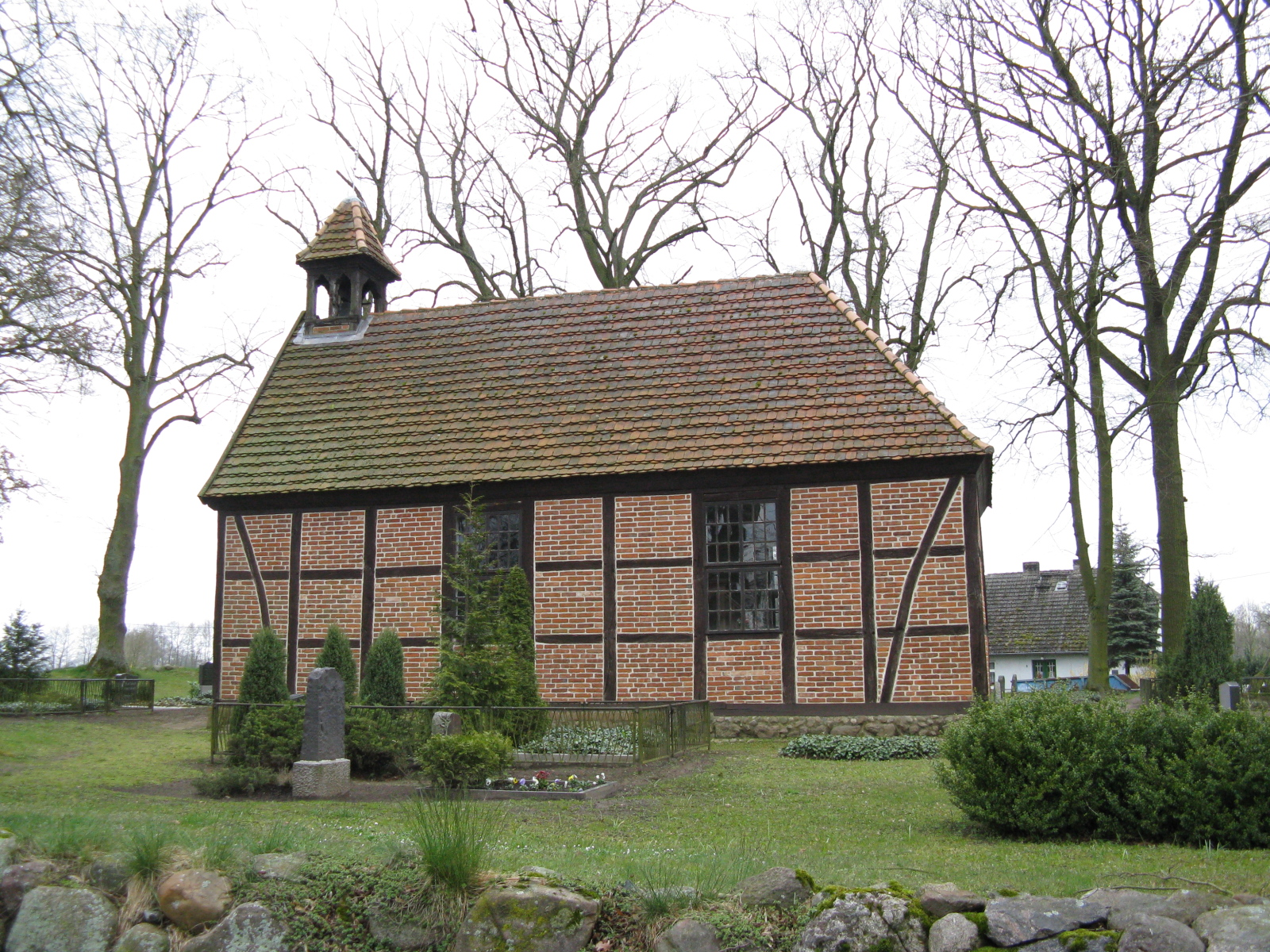
Dorpskerk Alt Damerow
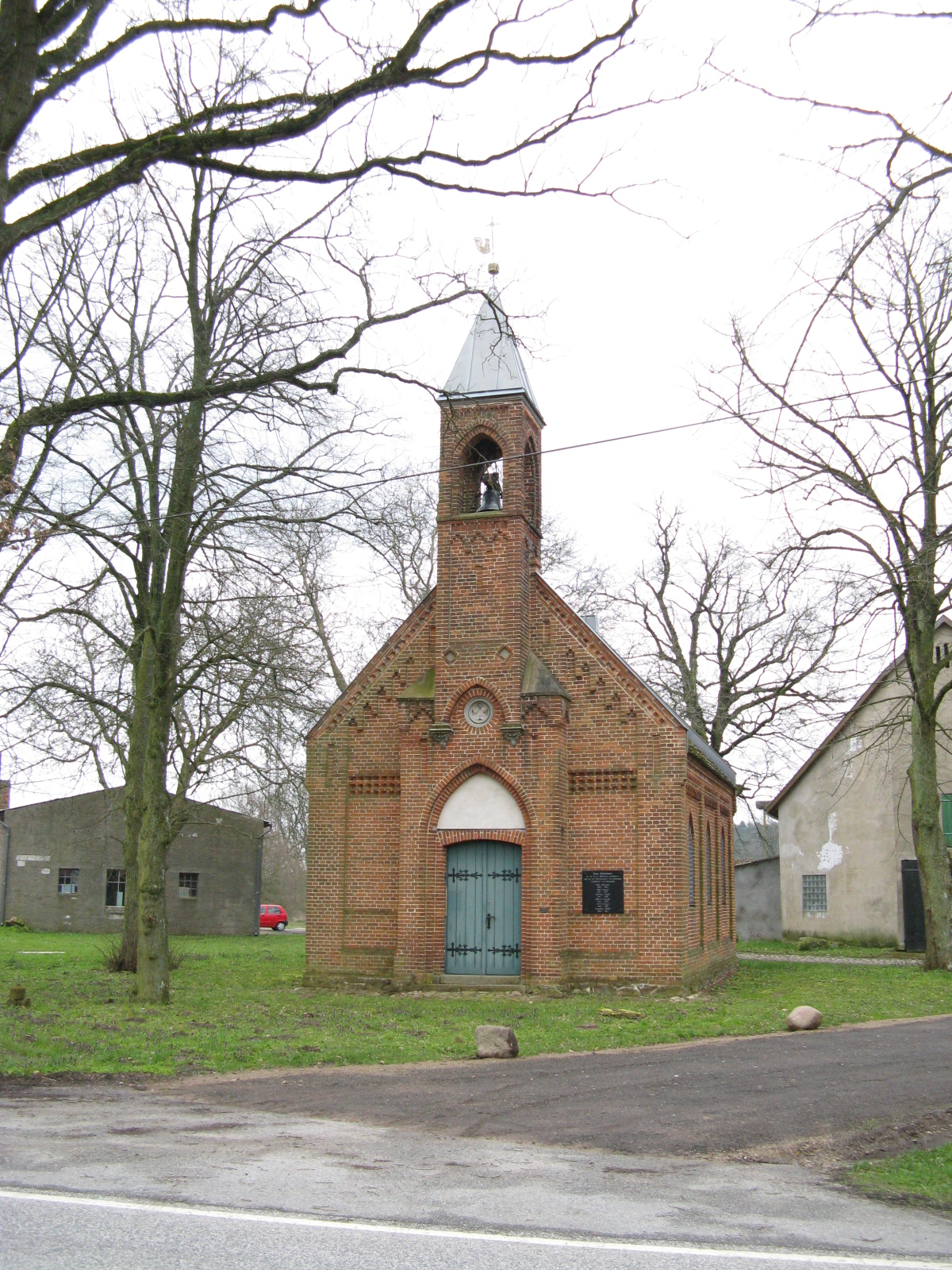
Dorpskerk Bergrade
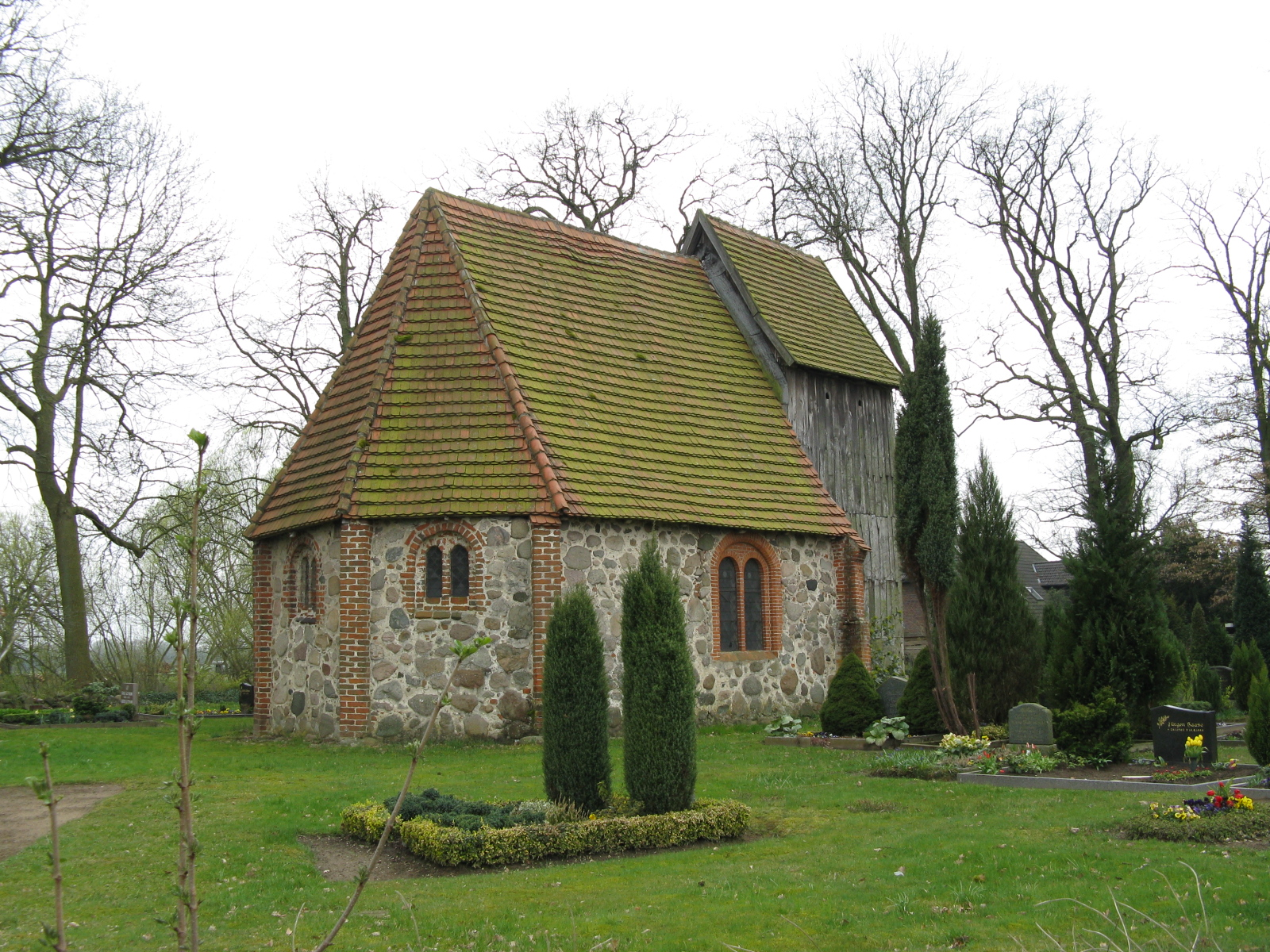
Dorpskerk Zieslübbe
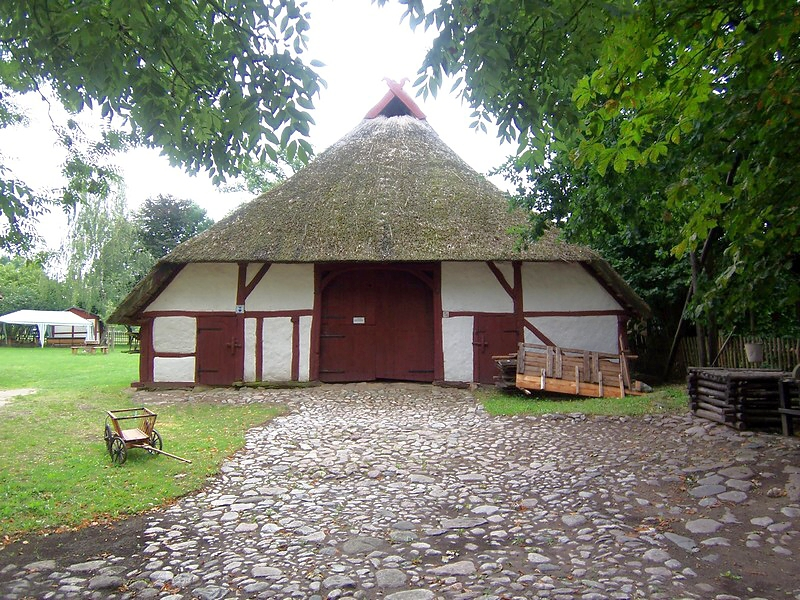
Pingelhof in Alt Damerow
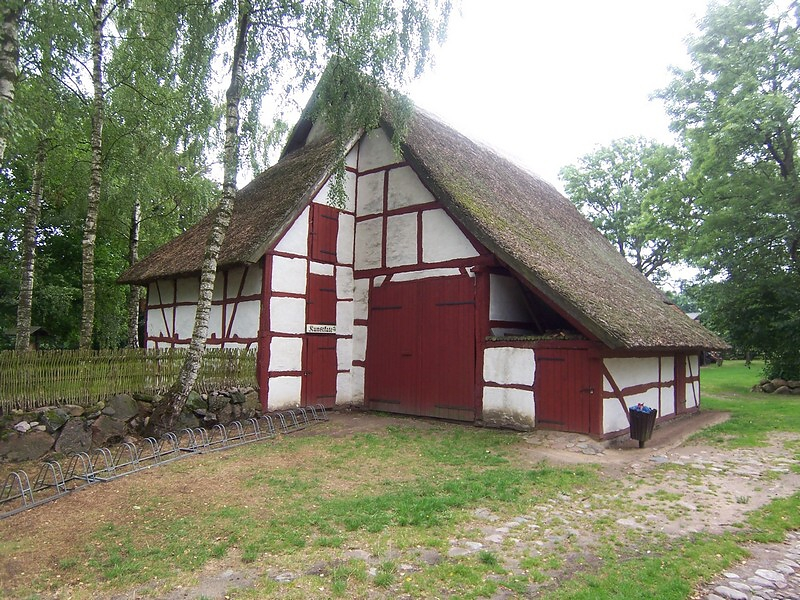
Pingelhof in Alt Damerow